# Anthaxia sepulchralis
Anthaxia sepulchralis es una especie de escarabajo del género Anthaxia, familia Buprestidae. Fue descrita científicamente por Fabricius en 1801.

## Distribución
Habita en el Neártico, Neotrópico, región indomalaya, Paleártico y región afrotropical.